# 片刀

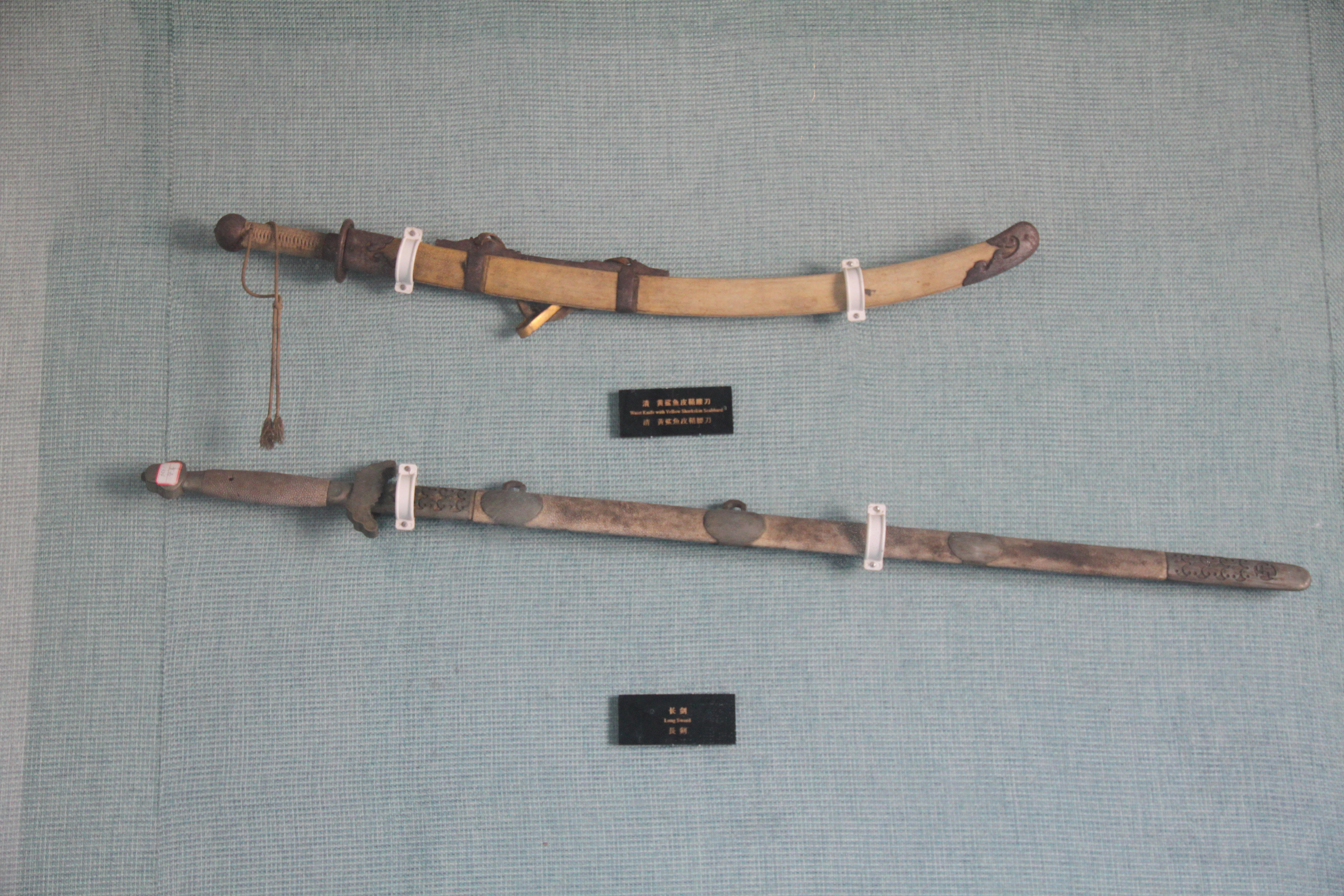
两把清朝古董剑：上方剑鞘呈弧形，暗示是一把单刀。下方是一把剑

片刀是中國明末使用的一種佩劍類型。弧形意味著削減和借鑒的切割它承擔了非常相似的彎刀，是一個相當罕見的武器。它通常由散兵用來配一面盾牌。